# پاینوود استیتس، تگزاس
پاینوود استیتس (به انگلیسی: Pinewood Estates) یک منطقهٔ مسکونی در ایالات متحده آمریکا است که در شهرستان هاردین، تگزاس واقع شده‌است. پاینوود استیتس ۳۴٫۳۳ کیلومتر مربع مساحت و ۱٬۶۷۸ نفر جمعیت دارد و ۸ متر بالاتر از سطح دریا واقع شده‌است.